# Nigeria i olympiska sommarspelen 1996
Nigeria deltog i de olympiska sommarspelen 1996 med en trupp bestående av 65 deltagare, som tog totalt 6 medaljer.

## Badminton
Herrar
| Idrottare        | Gren       | 32-delsfinal          | 32-delsfinal | Sextondelsfinal  | Sextondelsfinal  | Åttondelsfinal   | Åttondelsfinal   | Kvartsfinal      | Kvartsfinal      | Semifinal        | Semifinal        | Final            | Final            | Final            |
| Idrottare        | Gren       | Motståndare           | Poäng        | Motståndare      | Poäng            | Motståndare      | Poäng            | Motståndare      | Poäng            | Motståndare      | Poäng            | Motståndare      | Poäng            | Placering        |
| ---------------- | ---------- | --------------------- | ------------ | ---------------- | ---------------- | ---------------- | ---------------- | ---------------- | ---------------- | ---------------- | ---------------- | ---------------- | ---------------- | ---------------- |
| Kayode Akinsanya | Herrsingel | Stuer-Lauridsen (DEN) | L 0-15 2-15  | Gick inte vidare | Gick inte vidare | Gick inte vidare | Gick inte vidare | Gick inte vidare | Gick inte vidare | Gick inte vidare | Gick inte vidare | Gick inte vidare | Gick inte vidare | Gick inte vidare |

Damer
| Spelare            | Gren      | 32-delsfinal | 32-delsfinal | Sextondelsfinal | Sextondelsfinal | Åttondelsfinal   | Åttondelsfinal   | Kvartsfinal      | Kvartsfinal      | Semifinal        | Semifinal        | Final            | Final            | Final            |
| Spelare            | Gren      | Motståndare  | Poäng        | Motståndare     | Poäng           | Motståndare      | Poäng            | Motståndare      | Poäng            | Motståndare      | Poäng            | Motståndare      | Poäng            | Placering        |
| ------------------ | --------- | ------------ | ------------ | --------------- | --------------- | ---------------- | ---------------- | ---------------- | ---------------- | ---------------- | ---------------- | ---------------- | ---------------- | ---------------- |
| Obigeli Olorunsola | Damsingel | bye          | bye          | Bang (KOR)      | L 0-15 0-15     | Gick inte vidare | Gick inte vidare | Gick inte vidare | Gick inte vidare | Gick inte vidare | Gick inte vidare | Gick inte vidare | Gick inte vidare | Gick inte vidare |

Mixed
| Idrottare                           | Gren        | 32-delsfinal | 32-delsfinal | Sextondelsfinal       | Sextondelsfinal | Åttondelsfinal   | Åttondelsfinal   | Kvartsfinal      | Kvartsfinal      | Semifinal        | Semifinal        | Final            | Final            | Final            |
| Idrottare                           | Gren        | Motståndare  | Poäng        | Motståndare           | Poäng           | Motståndare      | Poäng            | Motståndare      | Poäng            | Motståndare      | Poäng            | Motståndare      | Poäng            | Placering        |
| ----------------------------------- | ----------- | ------------ | ------------ | --------------------- | --------------- | ---------------- | ---------------- | ---------------- | ---------------- | ---------------- | ---------------- | ---------------- | ---------------- | ---------------- |
| Obigeli Olorunsola Kayode Akinsanya | Mixeddubbel | N/A          | N/A          | Olsen, Jakobsen (DEN) | L 1-15 2-15     | Gick inte vidare | Gick inte vidare | Gick inte vidare | Gick inte vidare | Gick inte vidare | Gick inte vidare | Gick inte vidare | Gick inte vidare | Gick inte vidare |

## Bordtennis
Herrsingel
Gruppsteg - Grupp M
| Lag                | Pld | W | L | GW | GL | PW  | PL  |
| ------------------ | --- | - | - | -- | -- | --- | --- |
| Johnny Huang (CAN) | 3   | 3 | 0 | 6  | 0  | 126 | 76  |
| Chen Xinhua (GBR)  | 3   | 2 | 1 | 4  | 4  | 142 | 145 |
| David Zhuang (USA) | 3   | 1 | 2 | 3  | 4  | 122 | 126 |
| Sule Olaleye (NGR) | 3   | 0 | 3 | 1  | 6  | 102 | 145 |

Gruppsteg - Grupp P
| Lag                        | Pld | W | L | GW | GL | PW  | PL  |
| -------------------------- | --- | - | - | -- | -- | --- | --- |
| Patrick Chila (FRA)        | 3   | 3 | 0 | 6  | 2  | 158 | 120 |
| Konstantinos Kreanga (GRE) | 3   | 2 | 1 | 5  | 2  | 133 | 114 |
| Segun Toriola (NGR)        | 3   | 1 | 2 | 2  | 5  | 98  | 133 |
| Chetan Baboor (IND)        | 3   | 0 | 3 | 2  | 6  | 132 | 154 |

Herrdubbel
Gruppsteget - Grupp H
| Team                                | Pld | W | L | GW | GL | PW  | PL  |
| ----------------------------------- | --- | - | - | -- | -- | --- | --- |
| Koji Matsushita / Hiroshi Shibutani | 3   | 3 | 0 | 6  | 0  | 129 | 95  |
| Slobodan Grujić / Ilija Lupulesku   | 3   | 2 | 1 | 4  | 2  | 117 | 115 |
| Sule Olaleye / Segun Toriola        | 3   | 1 | 2 | 2  | 4  | 114 | 115 |
| Petr Korbel / Josef Plachy          | 3   | 0 | 3 | 0  | 6  | 94  | 129 |

Damsingel
Gruppsteg - Grupp I
| Lag                   | Pld | W | L | GW | GL | PW  | PL  |
| --------------------- | --- | - | - | -- | -- | --- | --- |
| Kim Hyon-Hui (PRK)    | 3   | 3 | 0 | 6  | 0  | 128 | 100 |
| Jie Schöpp (GER)      | 3   | 2 | 1 | 4  | 2  | 120 | 88  |
| Elena Timina (RUS)    | 3   | 1 | 2 | 2  | 4  | 108 | 113 |
| Funke Oshonaike (NGR) | 3   | 0 | 3 | 0  | 6  | 71  | 126 |

Gruppsteg - Grupp P
| Lag                 | Pld | W | L | GW | GL | PW  | PL  |
| ------------------- | --- | - | - | -- | -- | --- | --- |
| Dai-Yong Tu (SUI)   | 3   | 3 | 0 | 6  | 1  | 148 | 95  |
| Lyanne Kosaka (BRA) | 3   | 2 | 1 | 4  | 2  | 99  | 105 |
| Emilia Ciosu (ROU)  | 3   | 1 | 2 | 3  | 5  | 151 | 157 |
| Bose Kaffo (NGR)    | 3   | 0 | 3 | 1  | 6  | 103 | 144 |

Herrdubbel
Gruppsteg - Grupp H
| Lag                             | Pld | W | L | GW | GL | PW  | PL  |
| ------------------------------- | --- | - | - | -- | -- | --- | --- |
| Irina Palina / Elena Timina     | 3   | 3 | 0 | 6  | 0  | 126 | 75  |
| Wang Wei / Lily Yip             | 3   | 2 | 1 | 4  | 4  | 130 | 137 |
| Emily Noor / Huberta Vriesekoop | 3   | 1 | 2 | 3  | 4  | 122 | 131 |
| Bose Kaffo / Olufunke Oshonaike | 3   | 0 | 3 | 1  | 6  | 102 | 136 |

## Boxning
| Idrottare        | Gren            | Sextondelsfinal          | Åttondelsfinal       | Kvartsfinal          | Semifinal             | Final                |
| Idrottare        | Gren            | Motståndare Resultat     | Motståndare Resultat | Motståndare Resultat | Motståndare Resultat  | Motståndare Resultat |
| ---------------- | --------------- | ------------------------ | -------------------- | -------------------- | --------------------- | -------------------- |
| Kehinde Aweda    | Bantamvikt      | Khasanov (TJK) L 20-10   | Gick inte vidare     | Gick inte vidare     | Gick inte vidare      | Gick inte vidare     |
| Daniel Attah     | Fjädervikt      | Ipera (PNG) W 14-2       | Nagy (HUN) L 14-12   | Gick inte vidare     | Gick inte vidare      | Gick inte vidare     |
| Albert Eromosele | Lätt mellanvikt | Horodnichov (UKR) L 18-4 | Gick inte vidare     | Gick inte vidare     | Gick inte vidare      | Gick inte vidare     |
| Duncan Dokiwari  | Supertungvikt   | Samadi (IRI) W RSC       | Khan (PAK) W RSC     | Məmmədov (AZE) W RSC | Wolfgramm (TGA) L 7-6 | Gick inte vidare     |

## Brottning
Grekisk-romersk stil
| Brottare         | Gren                      | Omgång 1             | Omgång 2             | Kvartsfinal          | Semifinal            | Final                | Återkval Omgång 1    | Återkval Omgång 2      | Återkval Omgång 3    | Återkval Omgång 4    | Återkval Omgång 5    | Brons- match         |
| Brottare         | Gren                      | Motståndare Resultat | Motståndare Resultat | Motståndare Resultat | Motståndare Resultat | Motståndare Resultat | Motståndare Resultat | Motståndare Resultat   | Motståndare Resultat | Motståndare Resultat | Motståndare Resultat | Motståndare Resultat |
| ---------------- | ------------------------- | -------------------- | -------------------- | -------------------- | -------------------- | -------------------- | -------------------- | ---------------------- | -------------------- | -------------------- | -------------------- | -------------------- |
| Tiebiri Godswill | Flugvikt, grekisk-romersk | Anev (BUL) L 11-0    | Gick inte vidare     | Gick inte vidare     | Gick inte vidare     | Gick inte vidare     | N/A                  | Vartanovas (LTU) L 4-0 | Gick inte vidare     | Gick inte vidare     | Gick inte vidare     | Gick inte vidare     |

Fristil
| Brottare     | Gren                   | Omgång 1             | Omgång 2             | Kvartsfinal          | Semifinal            | Final                | Återkval Omgång 1       | Återkval Omgång 2         | Återkval Omgång 3      | Återkval Omgång 4    | Återkval Omgång 5    | Brons- match          |
| Brottare     | Gren                   | Motståndare Resultat | Motståndare Resultat | Motståndare Resultat | Motståndare Resultat | Motståndare Resultat | Motståndare Resultat    | Motståndare Resultat      | Motståndare Resultat   | Motståndare Resultat | Motståndare Resultat | Motståndare Resultat  |
| ------------ | ---------------------- | -------------------- | -------------------- | -------------------- | -------------------- | -------------------- | ----------------------- | ------------------------- | ---------------------- | -------------------- | -------------------- | --------------------- |
| Isaac Jacob  | Lätt flugvikt, fristil | Vila (CUB) L 4-0     | Gick inte vidare     | Gick inte vidare     | Gick inte vidare     | Gick inte vidare     | Ramírez (GUA) W 3-0     | Torgovkin (KGZ) W Default | Corduneanu (ROU) L 7-6 | Gick inte vidare     | Gick inte vidare     | Gick inte vidare      |
| Ibo Oziti    | Lättvikt, fristil      | Zazirov (UKR) L 11-0 | Gick inte vidare     | Gick inte vidare     | Gick inte vidare     | Gick inte vidare     | Fallah (IRI) L 1-0      | Gick inte vidare          | Gick inte vidare       | Gick inte vidare     | Gick inte vidare     | Gick inte vidare      |
| Victor Kodei | Lätt tungvikt, fristil | Khadem (IRI) L 6-1   | Gick inte vidare     | Gick inte vidare     | Gick inte vidare     | Gick inte vidare     | Betancourt (PUR) W 10-0 | Bianco (CAN) W 7-0        | Bacsa (HUN) W 7-4      | Kim (KOR) W 7-0      | Lohyňa (SVK) L 10-0  | Tedieiev (UKR) L Fall |

## Fotboll
Herrar
Coach:  Jo Bonfrere
| Nr | Pos. | Namn               | Födelsedatum (ålder)      | Matcher | Mål |               | Klubb               |
| -- | ---- | ------------------ | ------------------------- | ------- | --- | ------------- | ------------------- |
| 1  | MV   | Emmanuel Babayaro  | 26 december 1976 (19 år)  |         |     | Nigeria       | Plateau United      |
| 2  | F    | Celestine Babayaro | 29 augusti 1978 (17 år)   |         |     | Belgien       | Anderlecht          |
| 3  | F    | Taribo West        | 26 mars 1974 (22 år)      |         |     | Frankrike     | Auxerre             |
| 4  | A    | Nwankwo Kanu       | 1 augusti 1976 (19 år)    |         |     | Nederländerna | Ajax                |
| 5  | F    | Uche Okechukwu*    | 27 september 1967 (28 år) |         |     | Turkiet       | Fenerbahçe          |
| 6  | MF   | Emmanuel Amuneke*  | 25 december 1970 (25 år)  |         |     | Portugal      | Sporting CP         |
| 7  | MF   | Tijani Babangida   | 25 december 1973 (22 år)  |         |     | Nederländerna | Roda                |
| 8  | MF   | Wilson Oruma       | 30 december 1976 (19 år)  |         |     | Frankrike     | Lens                |
| 9  | MF   | Teslim Fatusi      | 17 september 1977 (18 år) |         |     | Ungern        | Ferencváros         |
| 10 | MF   | Jay-Jay Okocha     | 14 augusti 1973 (22 år)   |         |     | Tyskland      | Eintracht Frankfurt |
| 11 | A    | Victor Ikpeba      | 12 juni 1973 (23 år)      |         |     | Frankrike     | Monaco              |
| 12 | F    | Abiodun Obafemi    | 25 december 1973 (22 år)  |         |     | Frankrike     | Toulouse            |
| 13 | A    | Garba Lawal        | 22 maj 1974 (22 år)       |         |     | Tunisien      | Espérance           |
| 14 | A    | Daniel Amokachi    | 30 december 1972 (23 år)  |         |     | England       | Everton             |
| 15 | MF   | Sunday Oliseh      | 14 september 1974 (21 år) |         |     | Tyskland      | Köln                |
| 16 | F    | Kingsley Obiekwu   | 12 november 1974 (21 år)  |         |     | Nederländerna | Go Ahead Eagles     |
| 17 | F    | Mobi Oparaku       | 1 december 1976 (19 år)   |         |     | Belgien       | Anderlecht          |
| 18 | MV   | Dosu Joseph        | 19 juni 1977 (19 år)      |         |     | Nigeria       | Julius Berger       |

Gruppspel
|               | Spelade | Vinster | Oavgjorda | Förluster | Gjorda mål | Insläppta mål | Poäng |
| ------------- | ------- | ------- | --------- | --------- | ---------- | ------------- | ----- |
| Brasilien U23 | 3       | 2       | 0         | 1         | 4          | 2             | 6     |
| Nigeria U23   | 3       | 2       | 0         | 1         | 3          | 1             | 6     |
| Japan U23     | 3       | 2       | 0         | 1         | 4          | 4             | 6     |
| Ungern U23    | 3       | 0       | 0         | 3         | 3          | 7             | 0     |

Slutspel
|  | Kvartsfinal                | Kvartsfinal           |                           |   | Semifinal               | Semifinal               |   |  | Final | Final |
|  |                            |                       |                           |   |                         |                         |   |  |       |       |
|  | 27 juli 1996 - Miami       |                       |                           |   |                         |                         |   |  |       |       |
|  |                            |                       |                           |   |                         |                         |   |  |       |       |
|  | Portugal U23 (förlängning) | 2                     |                           |   |                         |                         |   |  |       |       |
|  | Portugal U23 (förlängning) | 2                     | 30 juli 1996 - Athens     |   |                         |                         |   |  |       |       |
|  | Frankrike U23              | 1                     |                           |   |                         |                         |   |  |       |       |
|  | Frankrike U23              | 1                     | Portugal U23              | 0 |                         |                         |   |  |       |       |
|  | 27 juli 1996 - Birmingham  |                       | Portugal U23              | 0 |                         |                         |   |  |       |       |
|  |                            | Argentina U23         | 2                         |   |                         |                         |   |  |       |       |
|  | Argentina U23              | Argentina U23         | 2                         | 4 |                         |                         |   |  |       |       |
|  | Argentina U23              |                       | 3 augusti 1996 - Athens   | 4 |                         |                         |   |  |       |       |
|  | Spanien U23                | 0                     |                           |   |                         |                         |   |  |       |       |
|  | Spanien U23                | 0                     | Nigeria U23               | 3 |                         |                         |   |  |       |       |
|  | 28 juli 1996 - Birmingham  |                       | Nigeria U23               | 3 |                         |                         |   |  |       |       |
|  |                            | Argentina U23         | 2                         |   |                         |                         |   |  |       |       |
|  | Mexiko U23                 | Argentina U23         | 2                         | 0 |                         |                         |   |  |       |       |
|  | Mexiko U23                 | 31 juli 1996 - Athens |                           | 0 |                         |                         |   |  |       |       |
|  | Nigeria U23                | 2                     |                           |   |                         |                         |   |  |       |       |
|  | Nigeria U23                | 2                     | Nigeria U23 (förlängning) | 4 | Bronsmatch              | Bronsmatch              |   |  |       |       |
|  | 28 juli 1996 - Miami       |                       | Nigeria U23 (förlängning) | 4 | Bronsmatch              | Bronsmatch              |   |  |       |       |
|  |                            | Brasilien U23         | 3                         |   | 2 augusti 1996 - Athens | 2 augusti 1996 - Athens |   |  |       |       |
|  | Brasilien U23              | Brasilien U23         | 3                         | 4 | 2 augusti 1996 - Athens | 2 augusti 1996 - Athens |   |  |       |       |
|  | Brasilien U23              |                       |                           |   |                         | Brasilien U23           | 5 |  |       |       |
|  | Ghana U23                  | 2                     |                           |   |                         | Brasilien U23           | 5 |  |       |       |
|  | Ghana U23                  | 2                     | Portugal U23              | 0 |                         |                         |   |  |       |       |
|  |                            |                       | Portugal U23              | 0 |                         |                         |   |  |       |       |

## Friidrott
Herrar
Bana
| Idrottare                                                | Gren                            | Heat omgång 1 | Heat omgång 1 | Heat omgång 2    | Heat omgång 2    | Semifinal        | Semifinal        | Final            | Final            |
| Idrottare                                                | Gren                            | Tid           | Placering     | Tid              | Placering        | Tid              | Placering        | Tid              | Placering        |
| -------------------------------------------------------- | ------------------------------- | ------------- | ------------- | ---------------- | ---------------- | ---------------- | ---------------- | ---------------- | ---------------- |
| Olapade Adeniken                                         | Herrarnas 100 meter             | 10.41         | 39 Q          | 10.38            | 31               | Gick inte vidare | Gick inte vidare | Gick inte vidare | Gick inte vidare |
| Deji Aliu                                                | Herrarnas 100 meter             | 10.34         | 27 Q          | 10.26            | 19               | Gick inte vidare | Gick inte vidare | Gick inte vidare | Gick inte vidare |
| Davidson Ezinwa                                          | Herrarnas 100 meter             | 10.03         | 1 Q           | 10.08            | 6 Q              | 10.04            | 6 Q              | 10.14            | 6                |
| Francis Obikwelu                                         | Herrarnas 200 meter             | 20.62         | 17 Q          | 20.49            | 10 Q             | 20.56            | 12               | Gick inte vidare | Gick inte vidare |
| Seun Ogunkoya                                            | Herrarnas 200 meter             | 20.78         | 29 Q          | 21.00            | 33               | Gick inte vidare | Gick inte vidare | Gick inte vidare | Gick inte vidare |
| Sunday Bada                                              | Herrarnas 400 meter             | 45.19         | 3 Q           | 44.88            | 6 Q              | 45.30            | 10               | Gick inte vidare | Gick inte vidare |
| Clement Chukwu                                           | Herrarnas 400 meter             | 45.18         | 2 Q           | 45.24            | 17               | Gick inte vidare | Gick inte vidare | Gick inte vidare | Gick inte vidare |
| Jude Monye                                               | Herrarnas 400 meter             | 46.10         | 30 q          | Fullföljde inte  | Fullföljde inte  | Gick inte vidare | Gick inte vidare | Gick inte vidare | Gick inte vidare |
| Steve Adegbite                                           | Herrarnas 110 meter häck        | 14.06         | 49            | Gick inte vidare | Gick inte vidare | Gick inte vidare | Gick inte vidare | Gick inte vidare | Gick inte vidare |
| William Erese                                            | Herrarnas 110 meter häck        | 13.98         | 43            | Gick inte vidare | Gick inte vidare | Gick inte vidare | Gick inte vidare | Gick inte vidare | Gick inte vidare |
| Moses Oyiki                                              | Herrarnas 110 meter häck        | 14.04         | 48            | Gick inte vidare | Gick inte vidare | Gick inte vidare | Gick inte vidare | Gick inte vidare | Gick inte vidare |
| Kehinde Aladefa                                          | Herrarnas 400 meter häck        | 49.60         | 23            | N/A              | N/A              | Gick inte vidare | Gick inte vidare | Gick inte vidare | Gick inte vidare |
| Deji Aliu Davidson Ezinwa Osmond Ezinwa Francis Obikwelu | Herrarnas 4 x 100 meter stafett | 39.47         | 15 q          | N/A              | N/A              | Fullföljde inte  | Fullföljde inte  | Gick inte vidare | Gick inte vidare |
| Sunday Bada Clement Chukwu Udeme Ekpenyong Ayuba Machem  | Herrarnas 4 x 400 meter stafett | 3:02.73       | 7 q           | N/A              | N/A              | Diskvalificerade | Diskvalificerade | Gick inte vidare | Gick inte vidare |

Fältgrenar
| Idrottare          | Gren                     | Kval     | Kval      | Final            | Final            |
| Idrottare          | Gren                     | Resultat | Placering | Resultat         | Placering        |
| ------------------ | ------------------------ | -------- | --------- | ---------------- | ---------------- |
| Festus Igbinoghene | Herrarnas tresteg        | 15.95    | 35        | Gick inte vidare | Gick inte vidare |
| Chima Ugwu         | Herrarnas kulstötning    | 18.39    | 25        | Gick inte vidare | Gick inte vidare |
| Adewale Olukoju    | Herrarnas diskuskastning | 60.98    | 17        | Gick inte vidare | Gick inte vidare |
| Pius Bazighe       | Herrarnas spjutkastning  | 70.78    | 32        | Gick inte vidare | Gick inte vidare |

Damer
Bana
| Idrottare                                                | Gren                           | Heat omgång 1 | Heat omgång 1 | Heat omgång 2 | Heat omgång 2 | Semifinal        | Semifinal        | Final            | Final            |
| Idrottare                                                | Gren                           | Tid           | Placering     | Tid           | Placering     | Tid              | Placering        | Tid              | Placering        |
| -------------------------------------------------------- | ------------------------------ | ------------- | ------------- | ------------- | ------------- | ---------------- | ---------------- | ---------------- | ---------------- |
| Chioma Ajunwa                                            | Damernas 100 meter             | 11.25         | 12 Q          | 11.24         | 12 Q          | 11.14            | 10               | Gick inte vidare | Gick inte vidare |
| Mary Tombiri                                             | Damernas 100 meter             | 11.50         | 29 Q          | 11.56         | 27            | Gick inte vidare | Gick inte vidare | Gick inte vidare | Gick inte vidare |
| Mary Onyali                                              | Damernas 100 meter             | 11.17         | 6 Q           | 11.08         | 3 Q           | 11.04            | 4 Q              | 11.13            | 7                |
| Mary Onyali                                              | Damernas 200 meter             | 22.42         | 2 Q           | 22.37         | 2 Q           | 22.16            | 3 Q              | 22.38            |                  |
| Calister Ubah                                            | Damernas 200 meter             | 23.34         | 27 q          | 23.62         | 29            | Gick inte vidare | Gick inte vidare | Gick inte vidare | Gick inte vidare |
| Bisi Afolabi                                             | Damernas 400 meter             | 51.80         | 11 Q          | 51.07         | 7 Q           | 51.40            | 13               | Gick inte vidare | Gick inte vidare |
| Falilat Ogunkoya                                         | Damernas 400 meter             | 52.65         | 30 Q          | 50.65         | 3 Q           | 49.57            | 2 Q              | 49.10            |                  |
| Fatima Yusuf                                             | Damernas 400 meter             | 52.25         | 21 Q          | 51.27         | 12 Q          | 50.36            | 6 Q              | 49.77            | 6                |
| Ime Akpan                                                | Damernas 100 meter häck        | 13.11         | 24 Q          | 13.02         | 22            | Gick inte vidare | Gick inte vidare | Gick inte vidare | Gick inte vidare |
| Taiwo Aladefa                                            | Damernas 100 meter häck        | 13.06         | 21 Q          | 13.11         | 26            | Gick inte vidare | Gick inte vidare | Gick inte vidare | Gick inte vidare |
| Angela Atede                                             | Damernas 100 meter häck        | 12.88         | 10 Q          | 12.85         | 18            | Gick inte vidare | Gick inte vidare | Gick inte vidare | Gick inte vidare |
| Lade Akinremi                                            | Damernas 400 meter häck        | 56.83         | 23            | N/A           | N/A           | Gick inte vidare | Gick inte vidare | Gick inte vidare | Gick inte vidare |
| Chioma Ajunwa Mary Onyali Christy Opara Mary Tombiri     | Damernas 4 x 100 meter stafett | 43.54         | 5 Q           | N/A           | N/A           | N/A              | N/A              | 42.56            | 5                |
| Bisi Afolabi Falilat Ogunkoya Charity Opara Fatima Yusuf | Damernas 4 x 400 meter stafett | 3:23.24       | 2 Q           | N/A           | N/A           | N/A              | N/A              | 3:21.04          |                  |

Fältgrenar
| Idrottare     | Gren               | Kval     | Kval      | Final    | Final     |
| Idrottare     | Gren               | Resultat | Placering | Resultat | Placering |
| ------------- | ------------------ | -------- | --------- | -------- | --------- |
| Chioma Ajunwa | Damernas längdhopp | 6.81     | 2 Q       | 7.12     |           |

## Judo
Herrar
| Idrottare    | Gren                     | Resultat |
| ------------ | ------------------------ | -------- |
| Suleman Musa | Halv mellanvikt (-81 kg) | 21       |

## Tennis
| Spelare     | Gren       | Omgång 1          | Omgång 1    | Omgång 2         | Omgång 2         | Omgång 3         | Omgång 3         | Kvartsfinal      | Kvartsfinal      | Semifinal        | Semifinal        | Final            | Final            | Final            |
| Spelare     | Gren       | Motståndare       | Poäng       | Motståndare      | Poäng            | Motståndare      | Poäng            | Motståndare      | Poäng            | Motståndare      | Poäng            | Motståndare      | Poäng            | Placering        |
| ----------- | ---------- | ----------------- | ----------- | ---------------- | ---------------- | ---------------- | ---------------- | ---------------- | ---------------- | ---------------- | ---------------- | ---------------- | ---------------- | ---------------- |
| Sule Ladipo | Herrsingel | Stoltenberg (AUS) | L 64-77 3-6 | Gick inte vidare | Gick inte vidare | Gick inte vidare | Gick inte vidare | Gick inte vidare | Gick inte vidare | Gick inte vidare | Gick inte vidare | Gick inte vidare | Gick inte vidare | Gick inte vidare |